# Turbinicarpus alonsoi
Turbinicarpus alonsoi (укр. Турбінікарпус Алонсо) — вид роду Турбінікарпус.

## Етимологія

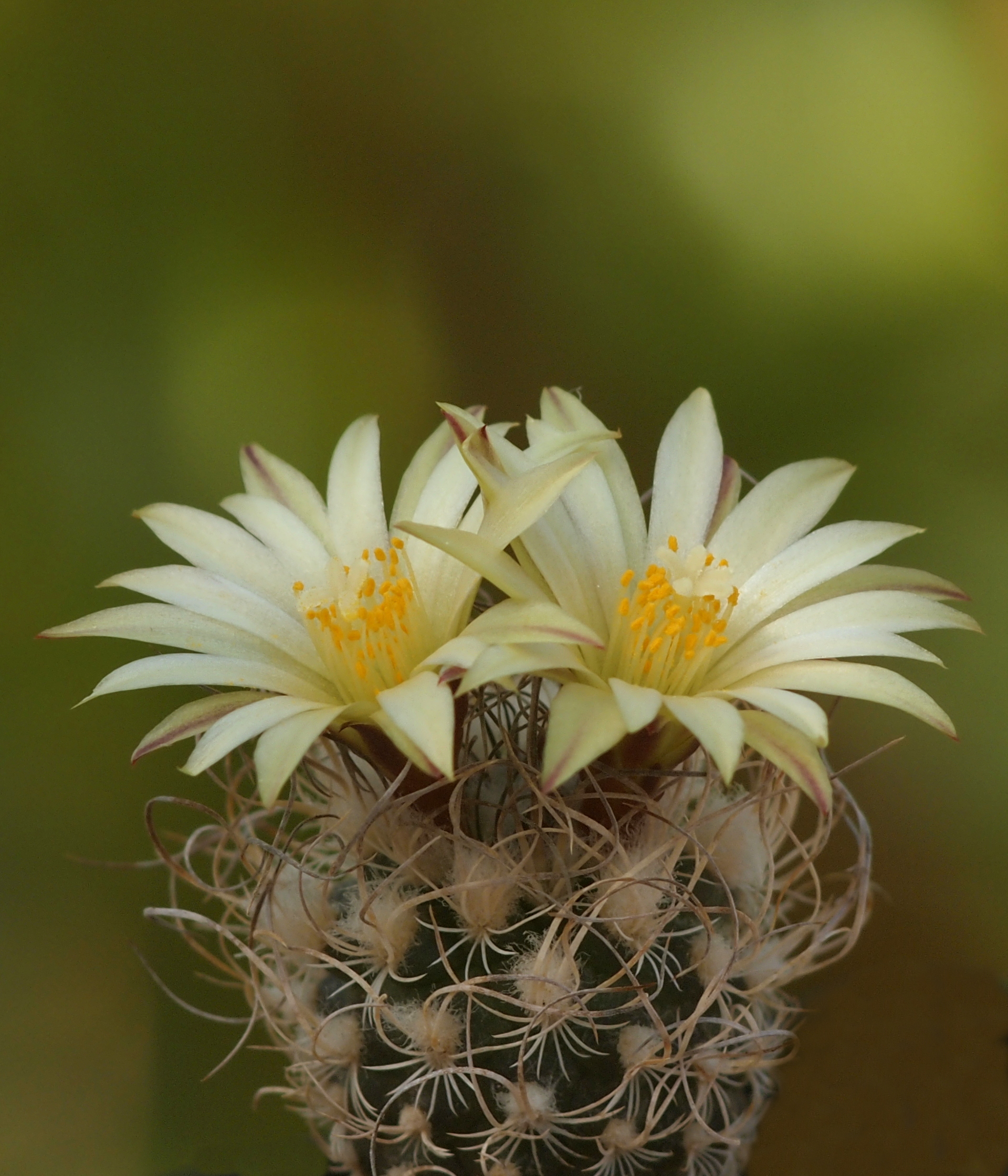
Turbinicarpus alonsoi var. minimus

Видова назва дана на честь Алонсо Гасія Луна, молодого мексиканського хлопчика, який знайшов цю рослину в експедиції дослідника кактусів Чарльза Едварда Гласса..

## Ареал
Мексика (штат Гуанахуато).

## Опис
Рослина одиночна, плоско-куляста, що досягає 6-9 см у діаметрі. Стебло знаходиться переважно під землею, може досягати довжини 9-10 см. Ребра спіралеподібні, розділені на горбки, сіро-зеленого кольору. Ареоли спочатку з коричневою шерстю, пізніше шерсть сіріє.
Колючок 3-5, 20 мм завдовжки, сплощені, сірі з темним кінчиком. Квітки від вишнево-червоних до рожево-пурпурових, з більш яскраво забарвленою центральною смужкою, до 2 см завдовжки, пелюстки зубчасті. Маточка біла. Плід може містити близько до 100 насінин.

## Принципи культивування
Загальні для роду Turbinicarpus

## Розмноження
Розмножуються переважно насінням.